# Jean-Luc Dompé
Jean-Luc Mamadou Diarra Dompé (Arpajon, 12 augustus 1995) is een Frans betaald voetballer, die doorgaans als linksbuiten speelt. In 2014 debuteerde hij in het betaalde voetbal bij Valenciennes in de Franse Ligue 2. In augustus 2022 verruilde hij Zulte Waregem voor Hamburger SV waar hij nog steeds onder contract staat. 

## Clubloopbaan

### Jeugd
Dompé begon met voetballen bij Évry Football Club. Op z’n twaalfde werd hij weggeplukt door LB Châteauroux. Hij bleef daar een aantal jaar waarna hij weer terugkeerde naar zijn oude club. Toen hij vijftien werd, verhuisde Dompé naar Valenciennes FC.

### Valenciennes
Dompé speelde bij de jeugd van Valenciennes en brak er door in het seizoen 2014-2015. Hij kwam er in 17 competitiewedstrijden en 3 bekerwedstrijden aan de bak. De Franse club wilde hem graag houden, maar Dompé weigerde zijn aflopend contract te verlengen. Waarop de ploeg besloot hem naar de B-kern te sturen. Gelukkig speelde hij op een internationaal toernooi in Toulon met de Franse U20 zich in de kijker van verschillende nieuwe clubs. Heel wat Franse topclubs, waaronder Olympique Marseille, hengelden naar zijn diensten. Hij werd ook meermaals gelinkt aan het Belgische Standard Luik.

### Sint-Truidense VV
Op vrijdag 26 juli 2015 maakte het Belgische Sint-Truidense VV bekend dat Dompé bij hen een contract tekende voor 3 seizoenen. De club betaalde Valenciennes FC een opleidingsvergoeding van 180.000 euro. Opvallend aan de transfer was dat Dompé zelf via Twitter meedeelde een contract te hebben getekend bij Standard Luik met een uitleenbeurt aan Sint-Truidense VV. De club uit Luik ontkende echter dat dit het geval was.

### Standard Luik
Op 7 januari 2016 raakte bekend dat Dompé een contract ondertekende tot medio 2019 bij Standard Luik. Op 7 februari maakte hij zijn eerste minuten in de thuiswedstrijd tegen zijn voormalige club Sint-Truidense. In het Maurice Dufrasnestadion kwam hij in de 76e minuut in het veld voor Gabriel Boschilia. Op 5 maart maakte hij in de met 2-1 gewonnen thuiswedstrijd tegen KRC Genk zijn eerste doelpunt voor de Rouches. In de 69e minuut maakte hij na een voorzet van Miloš Kosanović de 2-1. Kort daarop was hij een van de doelpuntenmakers tijdens de met 1-2 gewonnen bekerfinale van de Croky Cup tegen Club Brugge. In het Koning Boudewijnstadion bracht hij zijn ploeg in de 17e minuut na een voorzet van Ivan Santini op een 0-1 voorsprong. Door de bekerwinst plaatste Standard Luik zich voor de Europa League. 
In de voorbereiding op het seizoen 2016/17 werd Dompé wegens een gebrek aan inzet tijdelijk teruggezet naar het tweede elftal. Na terugkomst bij de eerste selectie maakte hij op 29 september zijn Europees debuut in de groepsfase van de Europa League tijdens de uitwedstrijd tegen Ajax. In de Johan Cruijff ArenA bracht trainer Aleksandar Janković hem in de 69e minuut in het veld voor Benito Raman. In de competitie kwam hij nauwelijks in actie waardoor hij in de tweede helft van het seizoen werd uitgeleend aan AS Eupen. Bij zijn terugkomst werd bekend dat hij voor seizoen 2017/18 aan het Franse Amiens SC werd verhuurd.

#### Verhuur aan AS Eupen
In januari 2017 werd bekend dat Dompé tot het einde van het seizoen werd verhuurd aan AS Eupen. Op 29 januari speelde hij zijn eerste minuten tijdens de met 3-0 verloren uitwedstrijd tegen Royal Excel Moeskroen. Hij kwam in de 52e minuut in de ploeg voor Diawandou Diagné. Een paar dagen later stond hij voor de halve finale van de Croky Cup tegen Zulte Waregem voor de eerste keer in het basiselftal van trainer Jordi Condom. In de met 0-2 verloren thuiswedstrijd maakte hij de 90 minuten vol. Hij kwam vervolgens alleen nog in actie tijdens de competitiewedstrijd tegen Waasland-Beveren. De rest van het seizoen maakte Condom geen gebruik meer van zijn diensten. Dompé keerde aan het einde van het seizoen terug naar Standaard Luik.

#### Verhuur aan Amiens SC
In de zomer maakte het net naar de Ligue 1 gepromoveerde Amiens bekend dat men Dompé met een optie tot koop voor het seizoen 2017/18 ging huren. Op 12 augustus 2017 speelde Dompé zijn eerste en enige wedstrijd voor Amiens. In de thuiswedstrijd tegen Angers kwam hij in het Stade de la Licorne in de 62e minuut in het veld. Wegens de grote selectie kwam hij niet in de plannen van trainer Christophe Pélissier voor en hij besloot om terug te keren naar Standaard Luik.

### KAA Gent
In juni 2018 kondigde KAA Gent aan dat Dompé er een contract voor twee seizoenen had getekend. Hij debuteerde er op 27 juli 2018 in de eerste competitiewedstrijd van het seizoen 2018/19, Standard-Gent, en gaf in die wedstrijd de assist voor het doelpunt van Roman Jaremtsjoek (eindstand 3-2). Op 1 mei 2019 scoorde Dompé de openingsgoal in de finale van de Beker van België tegen KV Mechelen. Uiteindelijk won Mechelen wel met 1-2. Als flankspeler kwam hij niet tot zijn recht in het systeem van trainer Jess Thorup. Hij kwam steeds minder aan het spelen toe en geraakte daardoor op het tweede plan bij de club. In de winterstop van het seizoen 2019/2020 maakte hij de overstap naar Zulte Waregem.

### Zulte Waregem
In januari 2020 tekende Dompé een contract tot 2023. Op 2 februari speelde hij zijn eerste minuten tijdens de thuiswedstrijd tegen Waasland-Beveren. In de met 5-0 gewonnen wedstrijd kwam hij in het Regenboogstadion tijdens de 76e minuut in het veld voor Saido Berahino. In de rest van het seizoen kwam hij vijf maal in actie totdat de competitie werd stopgezet wegens de maatregelen tegen COVID-19. Op 27 september 2020 maakte hij in zijn basisdebuut tijdens de met 2-2 gelijkgespeelde uitwedstrijd tegen Standard Luik zijn eerste doelpunt. In de 10e minuut zette hij de 0-1 op het scorebord na een voorzet van Gianni Bruno. In de 49e minuut was hij nogmaals belangrijk door de assist te geven aan Jelle Vossen voor het tweede doelpunt. Vanaf deze wedstrijd had Dompé een vaste basisplaats in het team van trainer Francky Dury. In het seizoen 2021/22 stond hij 29 keer in de basis en hij maakte daarin twee doelpunten. In zijn derde seizoen speelde hij nog vier wedstrijden waarna hij in augustus de overstap maakte naar Hamburger SV. In 2,5 seizoen maakte hij voor Zulte Waregem acht doelpunten en gaf hij 21 assists waaruit werd gescoord.

### Hamburger SV
In de zomer van 2022 tekende Dompé een driejarig contract bij Hamburger SV, dat hem tot medio 2025 aan de club verbond. Op 19 augustus 2022 maakte hij zijn debuut in de 2. Bundesliga tijdens de met 1–2 verloren thuiswedstrijd tegen Darmstadt 98. Hij kwam na rust als invaller in het veld voor Maximilian Rohr. Op 30 oktober 2022 maakte Dompé zijn eerste doelpunt voor de club in de met 2–3 gewonnen uitwedstrijd tegen  SC Paderborn 07.  In de 46e minuut tekende hij, na een voorzet van László Bénes, voor de 1–2. Bij de overige twee doelpunten van HSV was hij eveneens betrokken met een assist. Dompé sloot het seizoen 2022/23 met Hamburger SV af op de derde plaats in de competitie, waarmee de club zich plaatste voor de promotie/degradatieplay-offs tegen VFB-Stuttgart. Zowel de heenwedstrijd in de MHPArena als de return in Hamburg werd verloren, waardoor HSV en Dompé in de 2. Bundesliga actief bleven.
Voor aanvang van het seizoen 2023/24 haalde Hamburger SV Levin Öztunalı  als directe concurrent voor Dompé. Hierdoor slaagde hij er tot aan de winterstop niet in om een vaste basisplaats te veroveren. Na de winterpauze keerde hij terug in het elftal als basisspeler, maar in maart raakte hij geblesseerd, waardoor hij enkele wedstrijden moest missen. Tijdens zijn afwezigheid werd trainer Tim Walter vanwege tegenvallende resultaten ontslagen en vervangen door Steffen Baumgart. Onder de nieuwe trainer wist Dompé na zijn herstel opnieuw een basisplaats te veroveren. Hij sloot het seizoen af met HSV op de vierde plaats, waardoor de club voor het zesde opeenvolgende jaar promotie naar de Bundesliga misliep.
In zijn derde seizoen (2024/25) begon Dompé als basisspeler. Tijdens de tweede speelronde tegen Hertha BSC liep hij een blessure op, waardoor hij twee wedstrijden moest missen. Zijn positie werd tijdelijk overgenomen door jeugdspeler Fabio Baldé. Dompé maakte zijn rentree in de vijfde speelronde tegen Jahn Regensburg. In deze met 5–0 gewonnen wedstrijd viel hij in de 62e minuut in en leverde hij een opvallende bijdrage met twee doelpunten en een assist. Ondanks deze prestatie koos Baumgart voor Baldé. Hij keerde pas terug in het basisteam nadat zijn jonge concurrent geblesseerd raakte. Hij behield zijn plek ook na het vertrek van Baumgart, die werd opgevolgd door diens assistent Merlin Polzin. Begin februari 2025 begon Dompé op de bank tijdens de wedstrijd tegen Preußen Münster, nadat hij zich op de dag van de wedstrijd te laat had gemeld bij het teamoverleg. In april verlengde hij op 27-jarige leeftijd zijn contract tot 2027. Met negen doelpunten en veertien assists leverde Dompé een belangrijke bijdrage aan het seizoen waarin Hamburger SV als tweede eindigde en na 2.555 dagen promoveerde naar de Bundesliga.

## Clubstatistieken
| Seizoen                    | Club            | Land               | Competitie         | Competitie | Competitie | Beker | Beker | Internationaal | Internationaal | Totaal | Totaal |
| Seizoen                    | Club            | Land               | Competitie         | Wed.       | Dlp.       | Wed.  | Dlp.  | Wed.           | Dlp.           | Wed.   | Dlp.   |
| -------------------------- | --------------- | ------------------ | ------------------ | ---------- | ---------- | ----- | ----- | -------------- | -------------- | ------ | ------ |
| 2014/15                    | Valenciennes FC | Vlag van Frankrijk | Ligue 2            | 17         | 0          | 3     | 0     | —              | —              | 20     | 0      |
| 2015/16                    | STVV            | Vlag van België    | Jupiler Pro League | 13         | 1          | 1     | 1     | —              | —              | 14     | 2      |
| 2015/16                    | Standard Luik   | Vlag van België    | Jupiler Pro League | 8          | 1          | 2     | 1     | 0              | 0              | 10     | 2      |
| 2016/17                    | Standard Luik   | Vlag van België    | Jupiler Pro League | 7          | 0          | 0     | 0     | 2              | 0              | 9      | 0      |
| 2016/17                    | → KAS Eupen     | Vlag van België    | Jupiler Pro League | 2          | 0          | 1     | 0     | 0              | 0              | 3      | 0      |
| 2017/18                    | → Amiens SC     | Vlag van Frankrijk | Ligue 1            | 1          | 0          | 0     | 0     | 0              | 0              | 1      | 0      |
| 2018/19                    | KAA Gent        | Vlag van België    | Jupiler Pro League | 23         | 1          | 5     | 3     | 4              | 0              | 32     | 4      |
| 2019/20                    | KAA Gent        | Vlag van België    | Jupiler Pro League | 6          | 0          | 1     | 0     | 2              | 0              | 9      | 0      |
| 2019/20                    | Zulte Waregem   | Vlag van België    | Jupiler Pro League | 6          | 0          | 1     | 0     | 0              | 0              | 7      | 0      |
| 2020/21                    | Zulte Waregem   | Vlag van België    | Jupiler Pro League | 27         | 6          | 1     | 0     | 0              | 0              | 28     | 6      |
| 2021/22                    | Zulte Waregem   | Vlag van België    | Jupiler Pro League | 32         | 2          | 2     | 0     | 0              | 0              | 34     | 2      |
| 2022/23                    | Zulte Waregem   | Vlag van België    | Jupiler Pro League | 4          | 0          | 0     | 0     | 0              | 0              | 4      | 0      |
| 2022/23                    | Hamburger SV    | Vlag van Duitsland | 2. Bundesliga      | 27         | 3          | 1     | 0     | 0              | 0              | 28     | 3      |
| 2023/24                    | Hamburger SV    | Vlag van Duitsland | 2. Bundesliga      | 28         | 3          | 1     | 0     | 0              | 0              | 29     | 3      |
| 2024/25                    | Hamburger SV    | Vlag van Duitsland | 2. Bundesliga      | 32         | 4          | 1     | 0     | 0              | 0              | 33     | 9      |
| TOTAAL                     | TOTAAL          | TOTAAL             | TOTAAL             | 234        | 26         | 20    | 5     | 8              | 0              | 262    | 31     |
| Bijgewerkt tot 1 juni 2025 |                 |                    |                    |            |            |       |       |                |                |        |        |

## Persoonlijk
Dompé werd geboren in Arpajon, in de buurt van Parijs. Op 25 km van de Franse hoofdstad groeide hij op, in het dorp Évry. Zijn beide ouders zijn afkomstig uit de Ivoorkust. Zijn opa speelde profvoetbal in de het geboorteland van zijn ouders. In februari 2023 raakte Dompé in opspraak toen hij samen met teamgenoot William Mikelbrencis betrokken was bij een verkeersongeval tijdens een vermoedelijke illegale straatrace. Hamburger SV legde hem hiervoor een hoge geldboete op.

## Erelijst
| Beker van België | 1x | 2016 |